# Provincia de Ranong
Ranong (en tailandés: จังหวัดระนอง) es una de las setenta y seis provincias que conforman la organización territorial del Reino de Tailandia.

## Geografía
Ranong se encuentra en el istmo de Kra, la estrecha franja que conecta la parte continental de Tailandia con la península de Malaca, en el lado oeste de la cordillera de Phuket. Tiene una extensa costa sobre el Mar de Andaman. La provincia es conocida por tener el más lluvioso temporal de todo Tailandia, la estación lluviosa dura unos ocho meses. En 1955, la precipitación anual alcanzó 6.699,5 mm, frente a cerca de 1.200 en el centro de Tailandia.
Es la provincia menos poblada de Tailandia, el 80% de la superficie está cubierta por bosques, y el 67% es terreno montañoso. Históricamente, la industria principal era la minería de estaño, pero la mayoría de las minas se han agotado. La arcilla para la fabricación de la porcelana y la pesca son las principales industrias de hoy, junto con el caucho y nuez de anacardo en el sector dedicado a la agricultura.
La Reserva de la Biosfera de Ranong en el norte del Amphoe Kapoe cubre 303,09 km², fue declarado en 1997. 

## Divisiones Administrativas

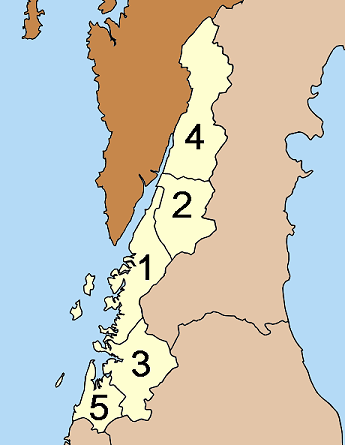
Distritos de la provincia.

Esta provincia tailandesa se encuentra subdividida en una cantidad de distritos (amphoe) que aparecen numerados a continuación:
- 1. Mueang Ranong
- 2. La-un
- 3. Kapoe
- 4. Kra Buri
- 5. Suk Samran

## Demografía
La provincia abarca una extensión de territorio que ocupa una superficie de unos 3.298 kilómetros cuadrados, y posee una población de 161.210 personas (según las cifras del censo realizado en el año 2000). Si se consideran los datos anteriores se puede deducir que la densidad poblacional de esta división administrativa es de cuarenta y nueve habitantes por kilómetro cuadrado aproximadamente.